# Leray-Spektralsequenz
In der Mathematik ist die Leray-Spektralsequenz ein Hilfsmittel zur Berechnung der Garbenkohomologie.

## Definition
Sei {\displaystyle f\colon X\to Y} eine stetige Abbildung zwischen topologischen Räumen. Betrachte den Funktor {\displaystyle f_{*}}, der jeder Garbe {\displaystyle {\mathcal {F}}} über {\displaystyle X} ihr direktes Bild {\displaystyle f_{*}{\mathcal {F}}} über {\displaystyle Y} zuordnet. Seien {\displaystyle R^{i}f_{*}} seine abgeleiteten Funktoren. Dann gibt es eine Spektralsequenz mit
{\displaystyle E_{2}^{p,q}=H^{p}(Y,R^{q}f_{*}({\mathcal {F}}))},
die gegen
{\displaystyle E_{\infty }^{p,q}=H^{p+q}(X,{\mathcal {F}})}
konvergiert.

## Zugang über Doppelkomplexe für Garben von Differentialformen
Sei {\displaystyle f\colon X\to Y} eine stetige Abbildung zwischen glatten Mannigfaltigkeiten. Für eine Überdeckung {\displaystyle {\mathcal {U}}} von {\displaystyle Y} definiere einen Doppelkomplex als Čech-Komplex {\displaystyle C^{p}(f^{-1}{\mathcal {U}},\Omega ^{q})} für die Garbe der Differentialformen {\displaystyle \Omega ^{*}}.
Falls {\displaystyle {\mathcal {U}}} eine gute Überdeckung ist, dann ist die Kohomologie dieses Doppelkomplexes die De-Rham-Kohomologie {\displaystyle H_{dR}^{*}(X)}. Zu dem Doppelkomplex hat man eine Spektralsequenz mit {\displaystyle E_{2}^{p,q}=H^{p}(f^{-1}{\mathcal {U}},{\mathcal {H}}_{dR}^{q})}.

## Anwendung auf Faserbündel
Für ein Faserbündel {\displaystyle f\colon E\to B} mit Faser {\displaystyle F} erhält man eine gegen {\displaystyle E_{\infty }^{p,q}=H^{p+q}(E)} konvergierende Spektralsequenz mit {\displaystyle E_{2}^{p,q}=H^{p}(B,{\mathcal {H}}^{q}(F))}.
Für Sphärenbündel kann man daraus die Gysin-Sequenz herleiten.
Die Verallgemeinerung der Leray-Spektralsequenz auf Serre-Faserungen wird als Leray-Serre-Spektralsequenz bezeichnet.